# آسمان روزهای برفی
آسمان روزهای برفی نمایشنامه‌ای از محمد چرم‌شیر است. داستان این نمایشنامه اقتباسی است از فیلم آمریکایی بانی و کلاید به کارگردانی آرتور پن، که آن داستان هم از روی یک داستان واقعی ساخته شده است. در این نمایش زندگی دختر و پسری روایت می‌شود که به‌خاطر شرایط اجتماعی‌ای که دارند دست به فرار می‌زنند. کلاید در این راه دچار پوچی می‌شود و در پایان دست به خودکشی می‌زند.
آسمان روزهای برفی بارها در سالن‌های مختلف تئاتر بر صحنه رفته است.